# Fidenza
Fidenza [fidenca] je malé město v severní Itálii s asi 26 tisíci obyvateli. Leží na řece Stirone mezi Parmou a Piacenzou, asi 80 km JV od Milána. Před rokem 1927 se jmenovalo Borgo san Donnino.

## Historie
Město stojí na místě galského sídla Vicumvia, později římského tábora Fidentia, který se roku 41 př. n. l. stal městem. V letech 1092–1100 bylo sídlem italského krále Konráda Franckého a získalo statut svobodného města. Roku 1199 je dobyla Parma, roku 1221 je osvobodil Fridrich II. Štaufský. 1268 je opět zničili parmští, roku 1300 bylo obnoveno. V letech 1346–1499 bylo v majetku milánských rodů Visconti a Sforza, později připadlo opět Parmě. Po napoleonských válkách patřilo Francii až se roku 1859 stalo součástí sjednocené Itálie. Za fašistického režimu se rozrostlo a roku 1927 přijalo název Fidenza jako připomínku římského Fidentia. Roku 1944 bylo silně poškozeno bombardováním a na jaře 1945 masakry nacistické armády.

## Doprava
Fidenza leží při dálnici A1 (Autostrada del Sole Milán – Řím – Neapol) a na železnici Milán – Boloňa.

## Pamětihodnosti
- Katedrála z 11.–13. století je vynikající ukázka severoitalského románského slohu, později rozšířená. Je zasvěcena sv. Donninovi, podle legendy komorníkovi císaře Maximiana, který se stal křesťanem a když byl prozrazen, byl na útěku zabit před Fidenzou roku 304. Velké části fasády s bohatou plastickou výzdobou z 11. století se zachovaly, stejně jako vnitřek katedrály.
- Radnice (Palazzo communale) se připomíná už ve 12. století, byla však poškozena a přestavěna v 19. století.
- Brána Porta san Donnino z roku 1364 blízko katedrály je jediný pozůstatek starých hradeb.

## Galerie

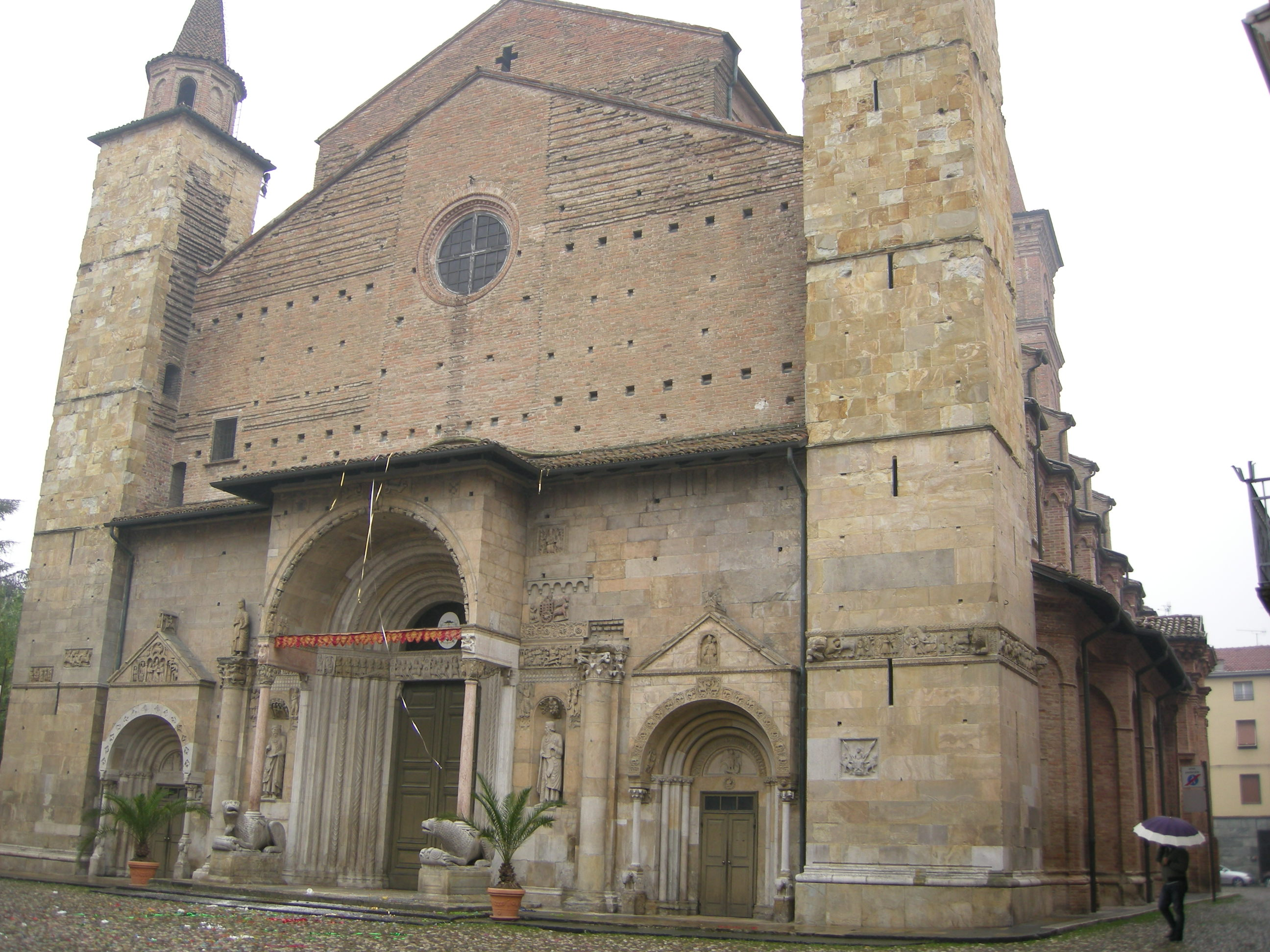
Katedrála, průčelí
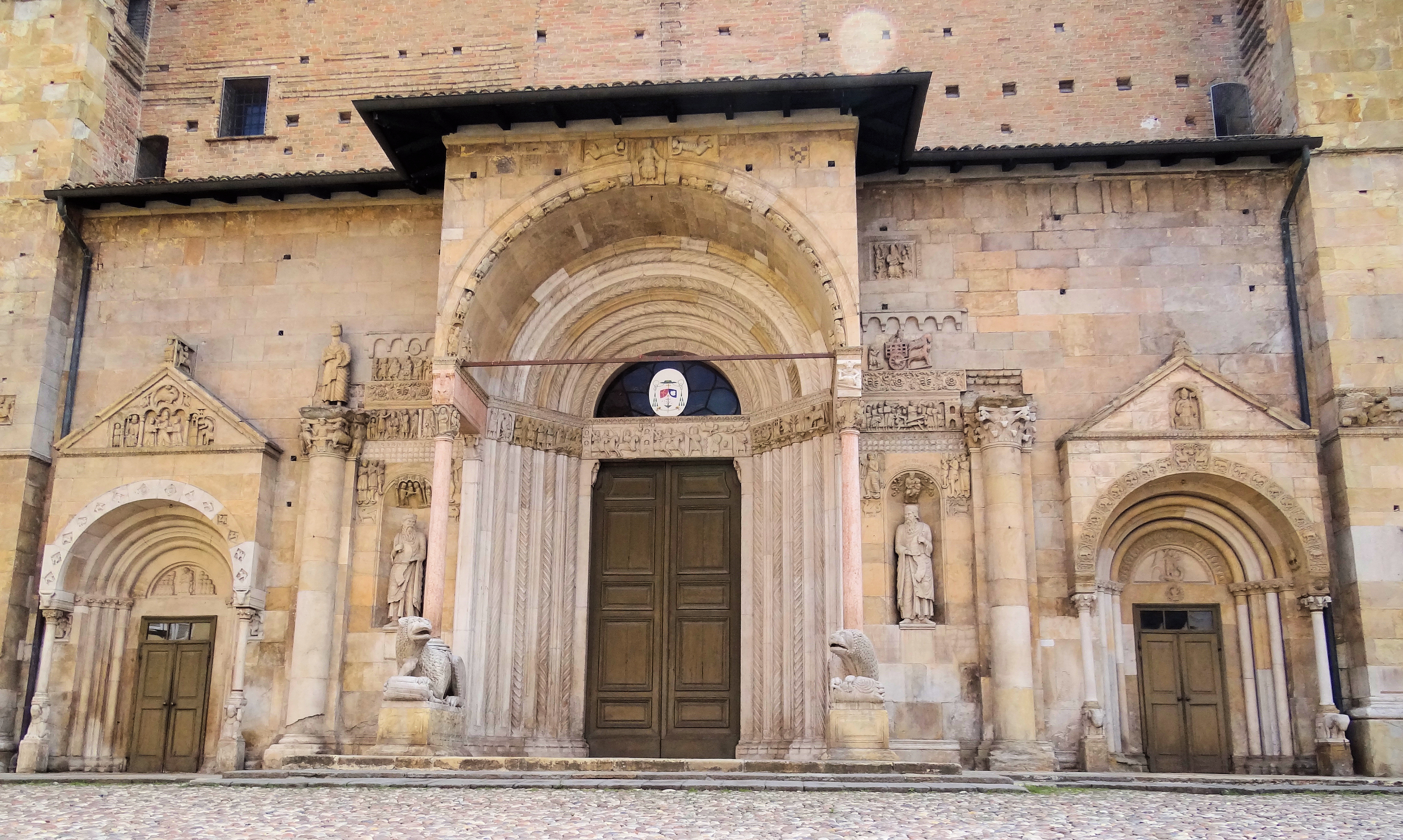
Katedrála, vstupní portály
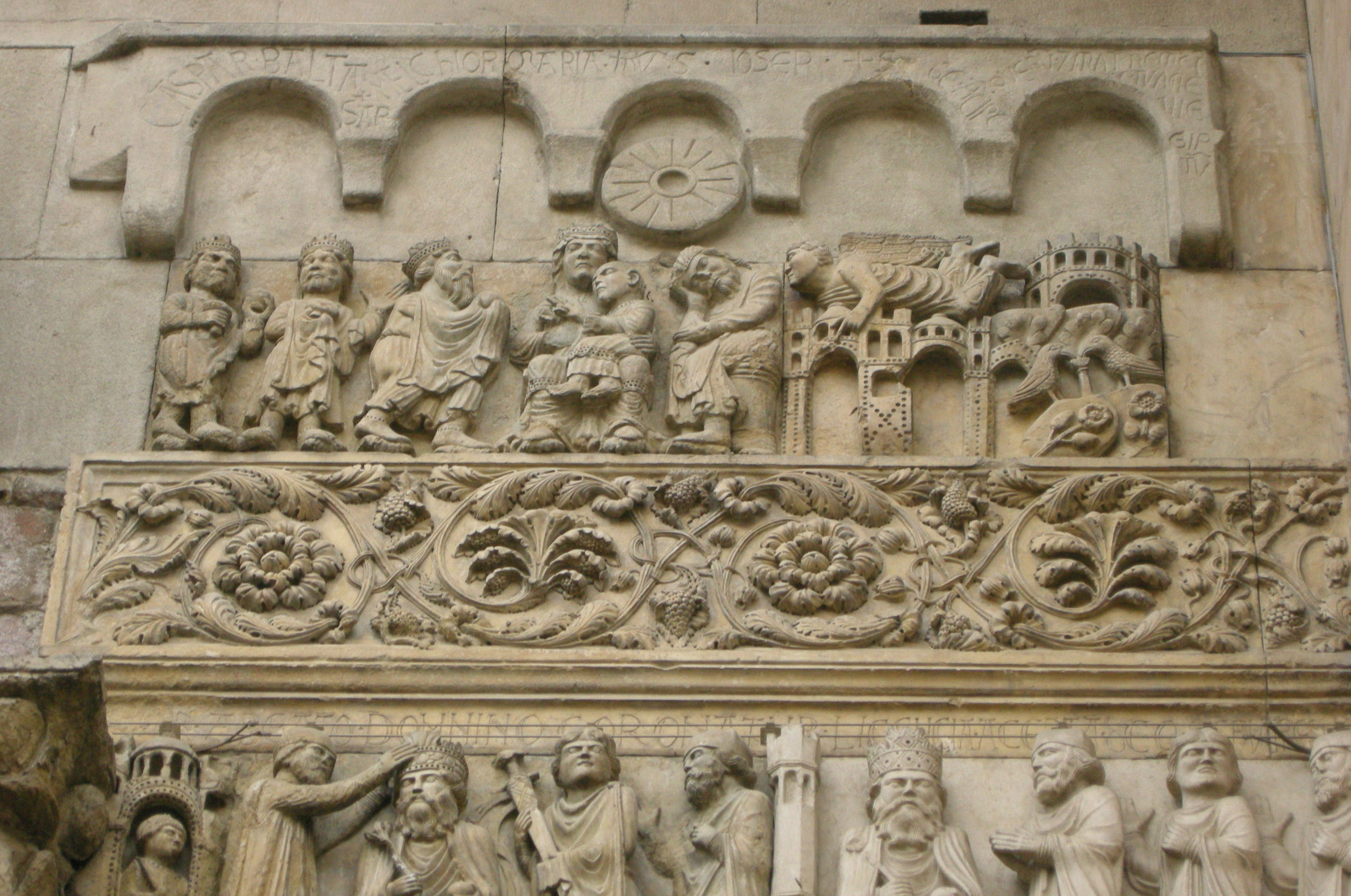
Plastiky na průčelí
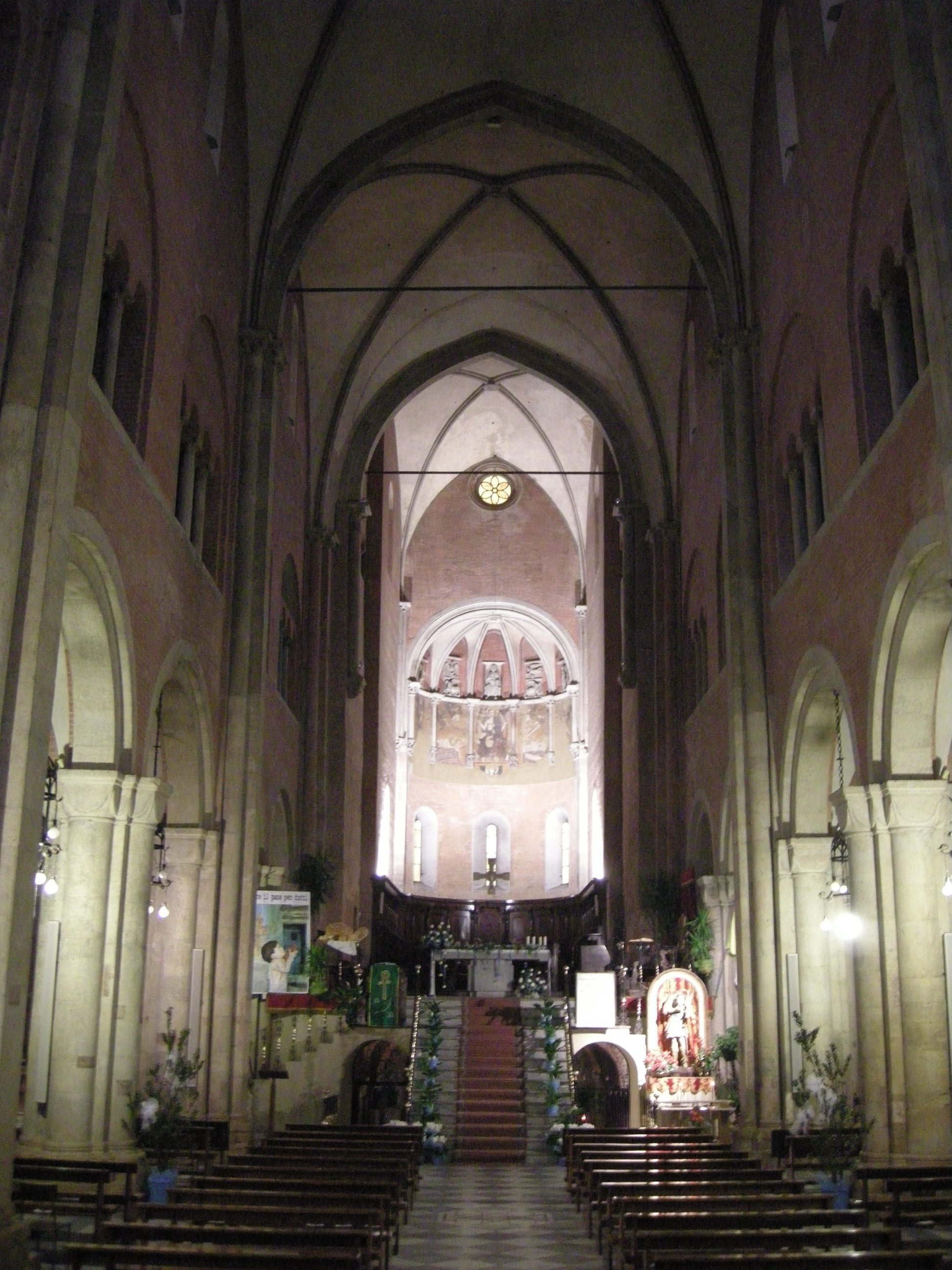
Katedrála, vnitřek

## Partnerská města
- Kutná Hora, Česko